# Umberto Tupini
Umberto Tupini (Roma, 27 maggio 1889 – Roma, 7 gennaio 1973) è stato un avvocato e politico italiano, più volte ministro e sindaco di Roma.
Esponente della Democrazia Cristiana, è stato membro dell'Assemblea Costituente e senatore della Repubblica per quattro legislature: I, II, III e IV.

## Biografia

### Incarichi di governo e parlamentari
Nato a Roma da genitori originari delle Marche, esattamente di Muccia, nei pressi di Camerino, in provincia di Macerata. Tupini fu ministro di grazia e giustizia nel governo Bonomi II nel 1944, e riconfermato nel governo Bonomi III dal 1944 al 1945. Eletto all'Assemblea Costituente del 1946, ne fu vicepresidente, presidente della prima sottocommissione e membro della Giunta delle elezioni e del Comitato di redazione.
All'interno della Democrazia Cristiana, ha fatto parte della corrente degasperiana, che prese poi il nome di "Politica popolare". Eletto Senatore della Repubblica per la prima volta alle elezioni politiche del 1948, divenne per breve tempo vicepresidente del Senato nel 1953, e fu rieletto per le successive tre legislature.
Dal 1947 al 1950 è stato ministro dei lavori pubblici nei governi De Gasperi IV e V, dove è stata realizzata la legge n. 408 del 2 luglio 1949 che ha promosso il moltiplicarsi delle cooperative edilizie mediante una politica a largo raggio di sovvenzioni e agevolazioni, che porta il nome di "legge Tupini".
Dal 1954 al 1955 è stato ministro senza portafoglio per la riforma della pubblica amministrazione nei governi Fanfani I e Scelba.

### Sindaco di Roma
Il 2 luglio 1956 divenne sindaco di Roma, carica che mantenne fino al 10 gennaio 1958, presiedendo una giunta centrista composta da democristiani, liberali e socialdemocratici. Le elezioni comunali erano state condizionate dagli echi dell'inchiesta del settimanale "L'Espresso", intitolata: "Capitale corrotta-Nazione infetta!", con la quale si denunciavano le speculazioni edilizie nella capitale, attribuendone la responsabilità all'amministrazione uscente e alla Società Generale Immobiliare, proprietaria di numerosi terreni divenuti edificabili. A tal proposito, Tupini preferì non riprendere il progetto ereditato dall'amministrazione precedente per la realizzazione dell'enorme albergo appartenente alla catena degli Hilton, proprio sui terreni dell'immobiliare sulla collina di Monte Mario. Gli attacchi dell'opposizione alla politica urbanistica comunale, tuttavia, proseguirono, e riguardarono - tra l'altro - alcune varianti al piano regolatore del 1931 allora vigente, fra cui quella che avrebbe dato il via all'edificazione di una vasta porzione di Villa Chigi allora di proprietà privata. La delibera con cui si adottava la variante ebbe il via libera della maggioranza capitolina, tuttavia fu successivamente respinta dal Consiglio Superiore dei Lavori Pubblici. La nomina di Ugo d'Andrea, espressione dell'ala destra del Partito Liberale, ad assessore all'Urbanistica influì sulla svolta conservatrice degli uffici urbanistici capitolini. Sotto l'amministrazione Tupini proseguirono i lavori per la stesura nel nuovo piano regolatore di Roma, processo avviato nel 1953 e che troverà la sua conclusione nel 1962. Il 27 dicembre 1957, in base alla normativa comunale e provinciale allora vigente, rassegnò le dimissioni dalla carica, avendo deciso di candidarsi al Senato alle elezioni del 1958. Rimase in carica sino all'elezione del suo successore Urbano Cioccetti, che era stato fin allora assessore delegato (ossia vicesindaco).

### Ministro del turismo e dello spettacolo
Dopo l'esperienza di amministratore comunale al Campidoglio, Tupini fu ministro del Turismo e spettacolo nel Governo Segni II (1959-1960) e nel Governo Tambroni (1960). La sua nomina era propedeutica all'organizzazione delle Olimpiadi di Roma, fissate nell'agosto 1960. Il 15 giugno seguente, annunciò che sarebbe stata drastica la censura contro tutti i film con «soggetti scandalosi, negativi per la formazione della coscienza civile degli italiani», riferendosi a La dolce vita di Federico Fellini.
Fu presidente onorario dell'ANFIM - Associazione nazionale famiglie italiane martiri caduti per la libertà della patria.
A lui è intitolata una via nel quartiere dell'EUR a Roma.